# 揖斐政景
揖斐 政景（いび まさかげ）は、安土桃山時代から江戸時代初期の武将。

## 生涯
父政雄は織田信雄の家臣だったが、信雄が出羽に配流された際に従って同地で客死した。政景は堀尾吉晴の元にいたが、慶長7年（1602年）かつて小牧・長久手の戦いで父と縁のあった徳川家康に召され、下総海上郡に500石を与えられて徳川秀忠付きとなった。大坂の陣では伏見城番を務め、戦後は下総香取郡・武蔵橘樹郡内に200石を加増された。元和7年（1621年）小田原の町奉行と代官を兼務し、相模大住郡に200石を加増。寛永9年（1632年）稲葉正勝に小田原が与えられるまで務めた。寛永11年（1634年）からは駿府の町奉行を務めた。